# Списак народних хероја: О
Списак народних хероја чије презиме почиње на слово О, за остале народне хероје погледајте Списак народних хероја:
1. Шефик Обад (1922–1943) за народног хероја проглашен 20. децембра 1951. године.[1][2][3]
2. Бранислав Обрадовић Џамбо (1920–1942) за народног хероја проглашен 7. јула 1953. године.[4][3]
3. Душан Обрадовић (1913–1941) за народног хероја проглашен 20. децембра 1951. године.[1][5][6]
4. Влада Обрадовић Камени (1920–1944) за народног хероја проглашен 5. јула 1951. године.[7][5][6]
5. Фрањо Огулинац Сељо (1904–1942) за народног хероја проглашен 11. јула 1945. године.[8][9][10]
6. Љубица Одаџић (1913–1942) за народног хероја проглашена 26. септембра 1953. године.[а][12][4]
7. Јоже Ожболт (1922–2018) Орденом народног хероја одликован 27. новембра 1953. године.[13][14]
8. Добрила Ојданић (1920–1995) Орденом народног хероја одликована 10. јула 1953. године.[15][16]
9. Милета Окиљевић (1921–1944) за народног хероја проглашен 20. децембра 1951. године.[1][17][16]
10. Антон Окрогар (1923–1955) Орденом народног хероја одликован 22. јула 1953. године.[б][15]
11. Иван Омерза (1921–1943) за народног хероја проглашен 27. новембра 1953. године.[18][19]
12. Сулејман Омеровић (1923–1945) за народног хероја проглашен 20. децембра 1951. године.[1][18][19]
13. Стево Г. Опачић (1923–2016) Орденом народног хероја одликован 23. јула 1953. године.[20][21]
14. Стево Ј. Опачић (1921–2005) Орденом народног хероја одликован 20. децембра 1951. године.[22][23][24]
15. Стево С. Опачић (1923–1943) за народног хероја проглашен 27. новембра 1953. године.[23][25]
16. Станко Опсеница (1907–1943) за народног хероја проглашен 16. септембра 1945. године.[26][27][28][25]
17. Стеван Опсеница (1913–2002) Орденом народног хероја одликован 27. новембра 1953. године.[29][30]
18. Марко Орешковић (1896–1941) за народног хероја проглашен 26. јула 1945. године.[31][32][33]
19. Богдан Орешчанин (1916–1978) Орденом народног хероја одликован 23. јула 1952. године.[34][30]
20. Блажо Јока Орландић (1914–1943) за народног хероја проглашен 15. јула 1949. године.[35][36]
21. Блажо Јоша Орландић (1912–1943) за народног хероја проглашен 10. јула 1952. године.[37][38]
22. Енес Орман (1921–1944) за народног хероја проглашен 24. јула 1953. године.[39][36]
23. Пајо Орозовић Брко (1914–1943) за народног хероја проглашен 20. децембра 1951. године.[1][32][40]
24. Јаков Остојић (1878–1942) за народног хероја проглашен 27. новембра 1953. године.[в][13]